# Jacqueline Govaert
Jacqueline Govaert (Kaatsheuvel, 20 april 1982) is een Nederlandse zangeres die bekend werd als frontvrouw van de pop/rockband Krezip.

## Biografie
Zoals meer muzikanten begon Govaert op de blokfluit. Ze wilde vervolgens viool leren spelen. Dat vonden haar ouders geen goed idee: "Ga piano leren, daar kun je bij zingen." Govaert hoorde bij de eerste lichting studenten van de Rockacademie, net als klasgenoten Danny Vera en Floor Jansen, te Tilburg. Ze was al vroeg bezig met muziek, op de middelbare school (muzische afdeling Koning Willem ll College Tilburg) zat ze in de in 1997 opgerichte band Krezip. Ze was het boegbeeld van de band, ze schreef de liedjes, zong en speelde piano. In oktober 2003 zong Govaert een duet met Thé Lau in het VARA-programma Kopspijkers.
Op 27 juni 2009 gaf de band zijn laatste concert. Hierna vervolgde Govaert haar solocarrière met album Good life. Hiervoor werkte en schreef ze met onder anderen JP Hoekstra (gitarist Krezip), Joost Zweegers (Novastar), Tjeerd Bomhof (frontman Voicst) en Alex Callier (bassist en songwriter van de Belgische band Hooverphonic). Haar begeleiders op Good life zijn Mario Goossens (drummer van Hooverphonic en Triggerfinger), Simon Casier (bas bij Balthazar), Jan Peter Hoekstra (gitarist ex-Krezip) en Remko Kühne (keyboard bij Hooverphonic, Alain Clark). Het album werd eind augustus 2010 uitgebracht en bereikte de derde plaats in de Album Top 100.
Govaert was gastzangeres bij het muziekproject Ayreon en heeft gezongen op nummers van Relax, Beef, Armin van Buuren en Fernando Lameirinhas. Govaert zong regelmatig voor het jeugdprogramma Het Klokhuis.
In oktober 2006 zorgde Govaert samen met The Partysquad, Extince en Caprice voor de opening van de TMF Awards 2006. In de weken daarna was er veel vraag naar de single, TMF Awards Anthem 2006, waarop TMF na enige tijd besloot dat de single exclusief te downloaden zou zijn. Op 9 december 2006 kwam de single op basis van alleen downloads binnen op nummer 4 in de Single Top 100.
In 2011 werkte Govaert samen met Alain Clark op het nummer Wherever I go, dat te horen was in een reclamespot van Senseo. Het nummer werd ook als single uitgebracht. In datzelfde jaar verving ze Caro Emerald op het Buma Harpen Gala die wegens stemproblemen haar lied A Night like this niet kon zingen dat toen tot Beste Lied werd uitgeroepen.
In de lente van 2014 kwam Govaerts tweede solo-plaat uit: Songs to soothe. Het album kwam direct na de release binnen op nummer 1 in de Album Top 100. Van dit album kwamen de singles Simple Life en Hear How My Heart Beats op te markt. Govaert heeft het album opgenomen in Los Angeles. Ook heeft Govaert het themanummer van 3FM Serious Request 2014 op haar naam staan, getiteld Make More Sound.
In oktober 2017 volgde haar derde solo-album, getiteld Lighthearted years, met Matthew Crosby als support. De eerste single van dit album was Old Records. Ook dit album heeft Govaert in Los Angeles opgenomen.
In 2019 kwamen de bandleden van Krezip weer samen, en trad de band onder meer op Pinkpop op.
Govaert heeft een partner en heeft samen met hem een zoon en een dochter.

## Discografie

### Albums
| Album met eventuele hitnotering(en) in de Nederlandse Album Top 100 | Datum van verschijnen | Datum van binnenkomst | Hoogste positie | Aantal weken | Opmerkingen |
| ------------------------------------------------------------------- | --------------------- | --------------------- | --------------- | ------------ | ----------- |
| Good life                                                           | 30-08-2010            | 04-09-2010            | 3               | 24           |             |
| Songs to soothe                                                     | 24-03-2014            | 29-03-2014            | 1(1wk)          | 19           |             |
| Lighthearted years                                                  | 20-10-2017            | 28-10-2017            | 9               | 6            |             |

### Singles
| Single met eventuele hitnotering(en) in de Nederlandse Top 40 | Datum van verschijnen | Datum van binnenkomst | Hoogste positie | Aantal weken | Opmerkingen                                                     |
| ------------------------------------------------------------- | --------------------- | --------------------- | --------------- | ------------ | --------------------------------------------------------------- |
| Abraça-Me / Omhels me dan                                     | 2006                  | -                     |                 |              | met Fernando Lameirinhas / Nr. 35 in de Single Top 100          |
| TMF Awards Anthem 2006                                        | 2006                  | 16-12-2006            | tip8            | -            | met Partysquad, Extince en Caprice / Nr. 4 in de Single Top 100 |
| Never say never                                               | 2009                  | 11-07-2009            | 21              | 6            | met Armin van Buuren / Nr. 32 in de Single Top 100              |
| Overrated                                                     | 12-07-2010            | 17-07-2010            | 12              | 11           | Nr. 28 in de Single Top 100                                     |
| Big world                                                     | 2010                  | 27-11-2010            | 29              | 5            |                                                                 |
| Hold your fire                                                | 2011                  | 19-02-2011            | tip11           | -            |                                                                 |
| Wherever I go                                                 | 2011                  | 09-04-2011            | tip2            | -            | met Alain Clark / Nr. 33 in de Single Top 100                   |
| Simple life                                                   | 2014                  | 29-03-2014            | tip8            | -            | Nr. 92 in de Single Top 100                                     |
| Make more sound                                               | 24-11-2014            | 29-11-2014            | tip7            | -            | Nr. 59 in de Single Top 100                                     |
| I do                                                          | 2018                  | 15-12-2018            | tip5            | -            | met Douwe Bob                                                   |

| Single met hitnotering(en) in de Vlaamse Ultratop 50 | Datum van verschijnen | Datum van binnenkomst | Hoogste positie | Aantal weken | Opmerkingen          |
| ---------------------------------------------------- | --------------------- | --------------------- | --------------- | ------------ | -------------------- |
| Never say never                                      | 2009                  | 22-08-2009            | 28              | 2            | met Armin van Buuren |
| Overrated                                            | 2010                  | 11-09-2010            | tip19           | -            |                      |

### NPO Radio 2 Top 2000
| Nummer met noteringen in de NPO Radio 2 Top 2000 | '19  | '20  | '21-'22 | '23  | '24  |
| ------------------------------------------------ | ---- | ---- | ------- | ---- | ---- |
| I Do (met Douwe Bob)                             | 1661 | 1938 | -       | 1696 | 1639 |

1. ↑  Een '-' betekent dat het nummer niet was genoteerd en een vetgedrukt getal geeft de hoogste notering aan.
2. ↑  2019 was het eerste jaar met een notering voor dit nummer.